# Grumpy Cat
Grumpy Cat (Morristown, 4 april 2012 – Morristown, 14 mei 2019), bijnaam voor Tardar Sauce, was een vrouwelijke kat en cybercelebrity die bekend werd vanwege haar chagrijnige gelaatsuitdrukking. Volgens eigenaar Tabatha Bundesen is dwerggroei de oorzaak van deze permanent chagrijnige uitdrukking. Grumpy Cats populariteit begon toen Tabatha's broer, Bryan, een foto plaatste op de website Reddit. Van de foto werden beeldmacro's gemaakt met verschillende chagrijnige bijschriften, met als doel een humoristisch effect te creëren. De memes zijn erg populair door onder andere websites als 9GAG.
"The Official Grumpy Cat" op Facebook heeft meer dan 8 miljoen likes. Grumpy Cat stond op 30 mei 2013 op de voorpagina van The Wall Street Journal.
In 2014 werd de tv-film Grumpy Cat's Worst Christmas Ever uitgezonden.
Op dinsdag 14 mei 2019 stierf Grumpy Cat op 7-jarige leeftijd ten gevolge van een urineweginfectie.
AYBABTU · Bed Intruder Song · Bert is Evil · Bielefeldcomplot · Dat Boi · facepalm · Gangnam Style · Grumpy Cat · Happy Merchant · Harlem Shake · Ice Bucket Challenge · intelligent falling · Invisible Pink Unicorn · lolcat · leisure diving · Loitumameisje · Numa Numa · Nyan Cat · Oof · Pedobear · Pepe the Frog · Planking · Rage Comics · rickroll · ROFLcopter · Serge de lama · Vliegend Spaghettimonster